# Marco I Pio
Marco I Pio era fill de Giberto I Pio i a la seva mort el 1389, el va succeir com a consenyor de Carpi, juntament amb els seus tres germanastres menors, Nicolò, Alberto I i Gian Galeazzo, inicialment sota la tutela de la seva mare, Bianca Fieschi.
Després d'haver iniciat carreres com a líders militars, els tres joves Pio van morir sense fills en les dues dècades següents, deixant Marco com a únic governant. Ell mateix va morir a Ferrara el 1418.
De la seva muller Taddea de Roberti, va deixar onze fills: Giovanni Pio, Alberto II Pio, Giberto II Pio, Galasso II Pio, Taddea, Margherita, Camilla, Pietra, Agnese, Ippolita i Orsolina. Els quatre primers (els homes) el van succeir conjuntament al govern, inicialment sota la supervisió de l'únic adult, Giovanni, fins a la seva mort el 1431.